# Національний інститут охорони здоров'я США
Національний інститут охорони здоров'я (англ. National Institutes of Health, NIH) — агентство Департаменту охорони здоров'я та людських служб США та головне агентство уряду США, що відповідає за біомедичні дослідження і дослідження, що мають відношення до охорони здоров'я.
Інститут відповідає за 28% (близько 28 млрд доларів) від загальних щорічних витрат на біомедичні дослідження в США, решта переважно витрачається приватними компаніями. NIH поділений на дві частини: «зовнішня» частина NIH відповідає за фінансування біомедичних досліджень за межами NIH, тоді як «внутрішня» частина NIH сама проводить дослідження. Внутрішні дослідження перш за все проводяться на головному кампусі інституту в місті Бетезда в окрузі Монтгомері, штат Меріленд та в найближчих містах. Підрозділи Інституту «Національний інститут старіння» і «Національний інститут наркоманії» розташовані в Балтіморі, а «Національний інститут навколишнього середовища» — в Тріанглі, штат Північна Кароліна. «Національний інститут алергії та інфекційних захворювань» (NIAID) також має лабораторію в місті Гамільтон, штат Монтана.
Інститут здійснює власні наукові дослідження за допомогою Програми внутрішніх досліджень та забезпечує велике фінансування біомедичних досліджень науково-дослідним установам, що не належать до NIH, за допомогою своєї програми заочного дослідження.
Станом на 2013 рік, у Програмі внутрішніх досліджень працювало 1200 головних дослідників та понад 4000 докторантів з базових, поступальних та клінічних досліджень, що робить NIH найбільшим науково-дослідним інститутом у галузі біомедицини у світі.
NIH включає 27 окремих інститутів та центрів різних біомедичних дисциплін і відповідає за багато наукових досягнень, включаючи відкриття фтору для запобігання карієсу, використання літію для боротьби з біполярним розладом та створення вакцин проти гепатиту, гемофільної палички та вірусу папіломи людини (ВПЛ).

## Історія
У 1887 р. в рамках Служби морської лікарні була створена лабораторія для вивчення бактерій - Гігієнічна лабораторія, яка на той час розширювала свої функції за межі системи морських лікарень. Спочатку лікарня була розташована в морській лікарні Нью-Йорка на Стейтен-Айленді. У 1891 році заклад переїхав на верхній поверх Будинку Батлера у Вашингтоні, округ Колумбія. У 1904 році заклад переїхав до нового кампусу в Старій військово-морській обсерваторії США.
У 1912 році Служба морської лікарні стала Службою охорони здоров'я. У 1922 р. Вона створила спеціальну лабораторію з вивчення раку при Гарвардській медичній школі. Це поклало початок партнерству з університетами.
У 1930 році Гігієнічна лабораторія була перейменована як Національний інститут охорони здоров’я Законом Ренсделла і отримала 750 000 доларів на будівництво двох будівель.
У 1938 році NIH переїхав до свого теперішнього кампусу в Бетесді, штат Меріленд.

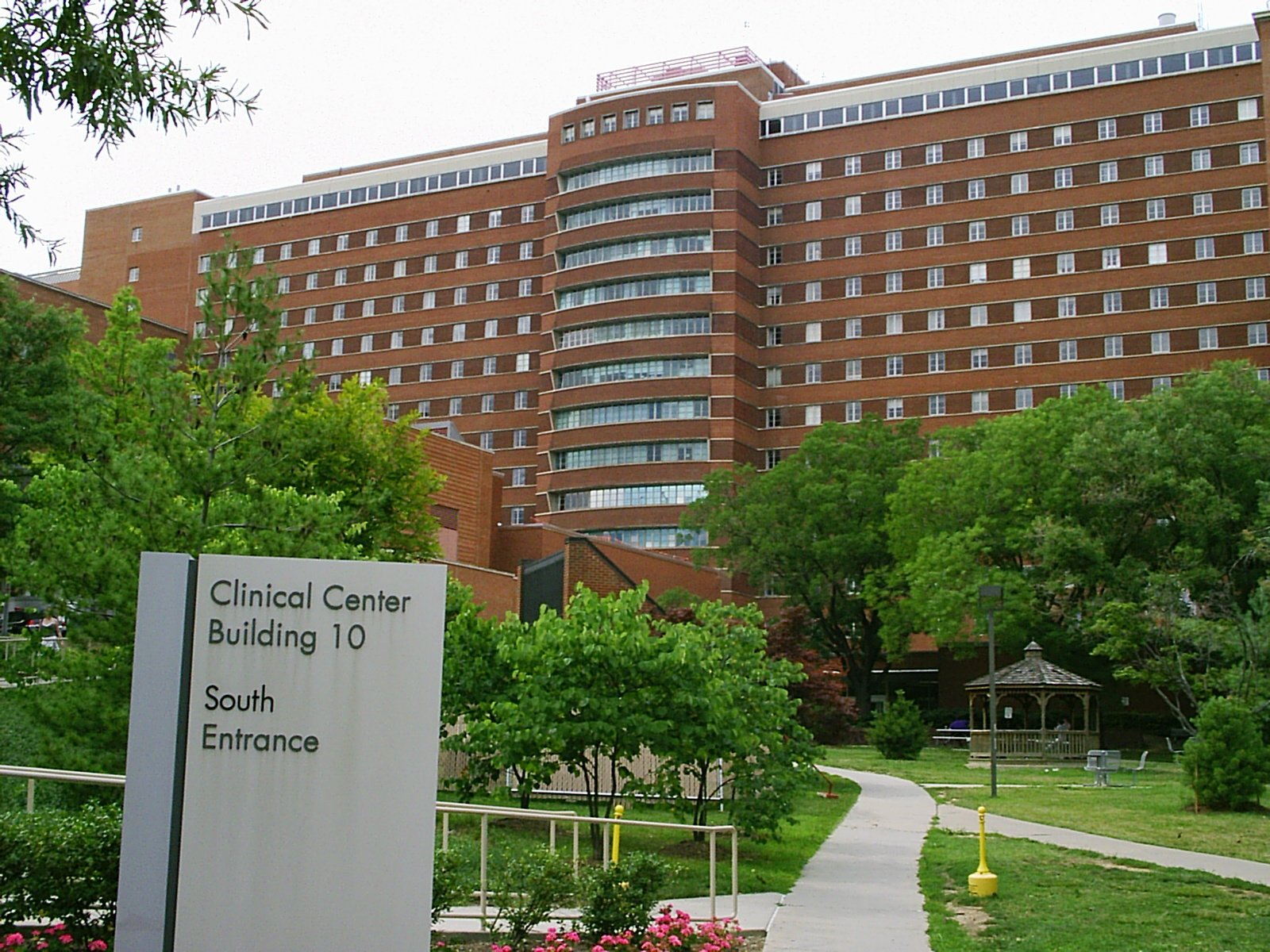
Клінічний центр — будівля 10

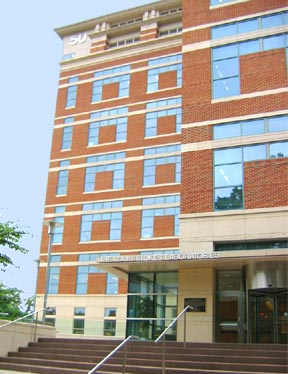
Будівля 50 в NIH